# Somewhere I've Never Travelled

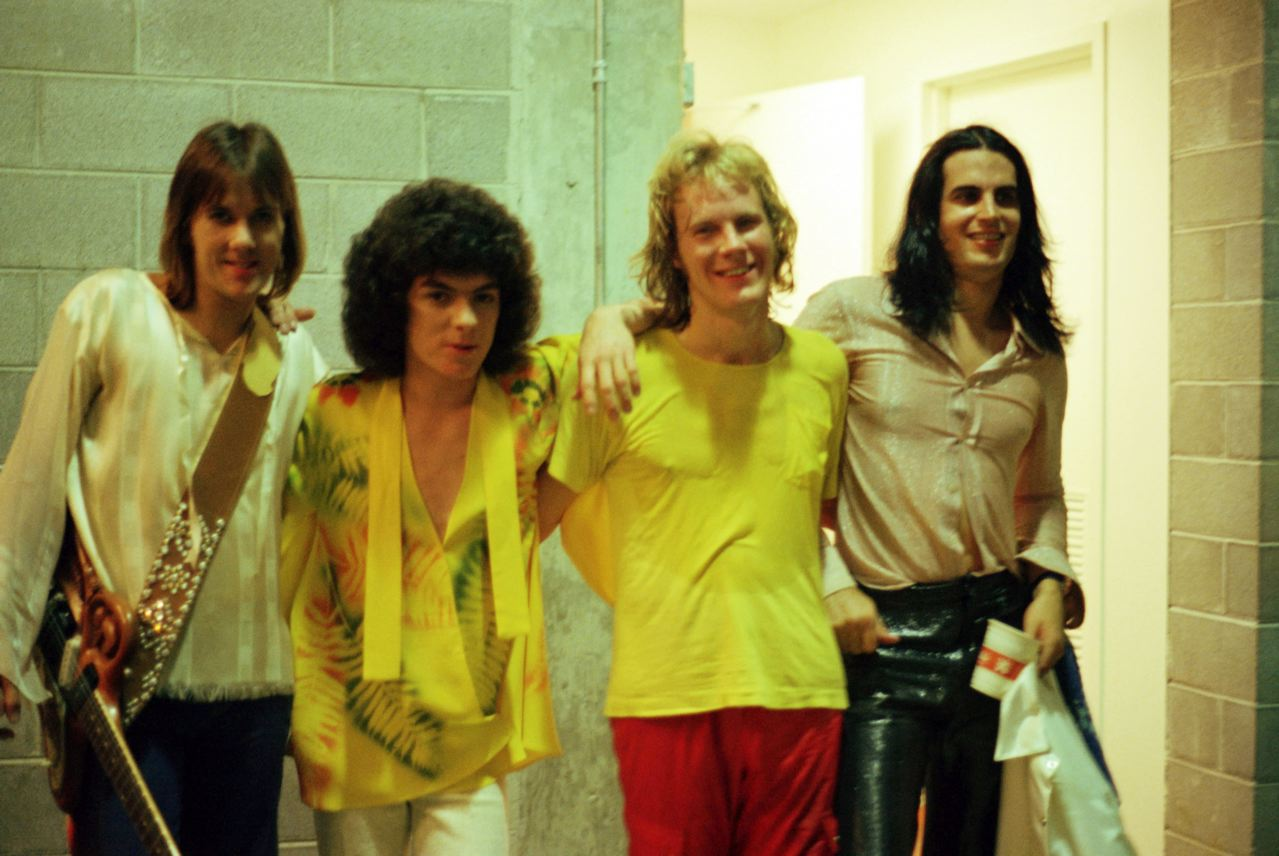
Ambrosia.

Albums de Ambrosia
Ambrosia
(1975) Life beyond L.A.
(1978)
Somewhere I've Never Travelled est le deuxième album studio du groupe de rock progressif américain Ambrosia, sorti en 1976.
L'album s'est classé 79e au Billboard 200.

## Accueil critique
Le site AllMusic attribue 4 étoiles à l'album. 
Le critique musical Donald A. Guarisco d'AllMusic précise que « Après avoir connu un succès modéré avec leur premier album, Ambrosia a décidé de passer à la vitesse supérieure en optant pour un son plus grand et plus symphonique sur ce nouvel opus ». Guarisco estime que « Les meilleures chansons sont les plus ouvertement progressives, la plus éblouissante étant Danse With Me, George, un hommage à Chopin qui conduit en un peu moins de huit minutes l'auditeur à travers un éventail ahurissant de styles (classique, jazz et pop pour n'en citer que quelques-uns). Cowboy Star est un autre succès, qui raconte l'histoire d'un citadin qui rêve de la gloire des cow-boys, avec une magnifique section orchestrale qui rappelle fortement Aaron Copland » avant de conclure « Somewhere I've Never Travelled n'a pas l'attrait qui a fait d'Ambrosia un album si unique, mais reste un album intéressant pour les fans de rock progressif ». 

## Liste des titres
| 1. | And...                         | 0:47 |
| 2. | Somewhere I've Never Travelled | 4:09 |
| 3. | Cow-boy Star                   | 6:20 |
| 4. | Runnin' Away                   | 3:27 |
| 5. | Harvey                         | 1:27 |
| 6. | I Wanna Know                   | 5:58 |

| 1. | The Brunt                            | 5:26 |
| 2. | Danse with Me George (Chopin's Plea) | 7:47 |
| 3. | Can't Let a Woman                    | 4:18 |
| 4. | We Need You Too                      | 5:31 |

## Personnel

### Musiciens
- David Pack : guitare et chant
- Joe Puerta : guitare basse et chant
- Christopher North : claviers
- Burleigh Drummond : batterie et chant

### Musiciens additionnels
- Ian Underwood : saxophone
- Ruth Underwood : marimba
- Daniel Kobialka : violon